# Pelliccia

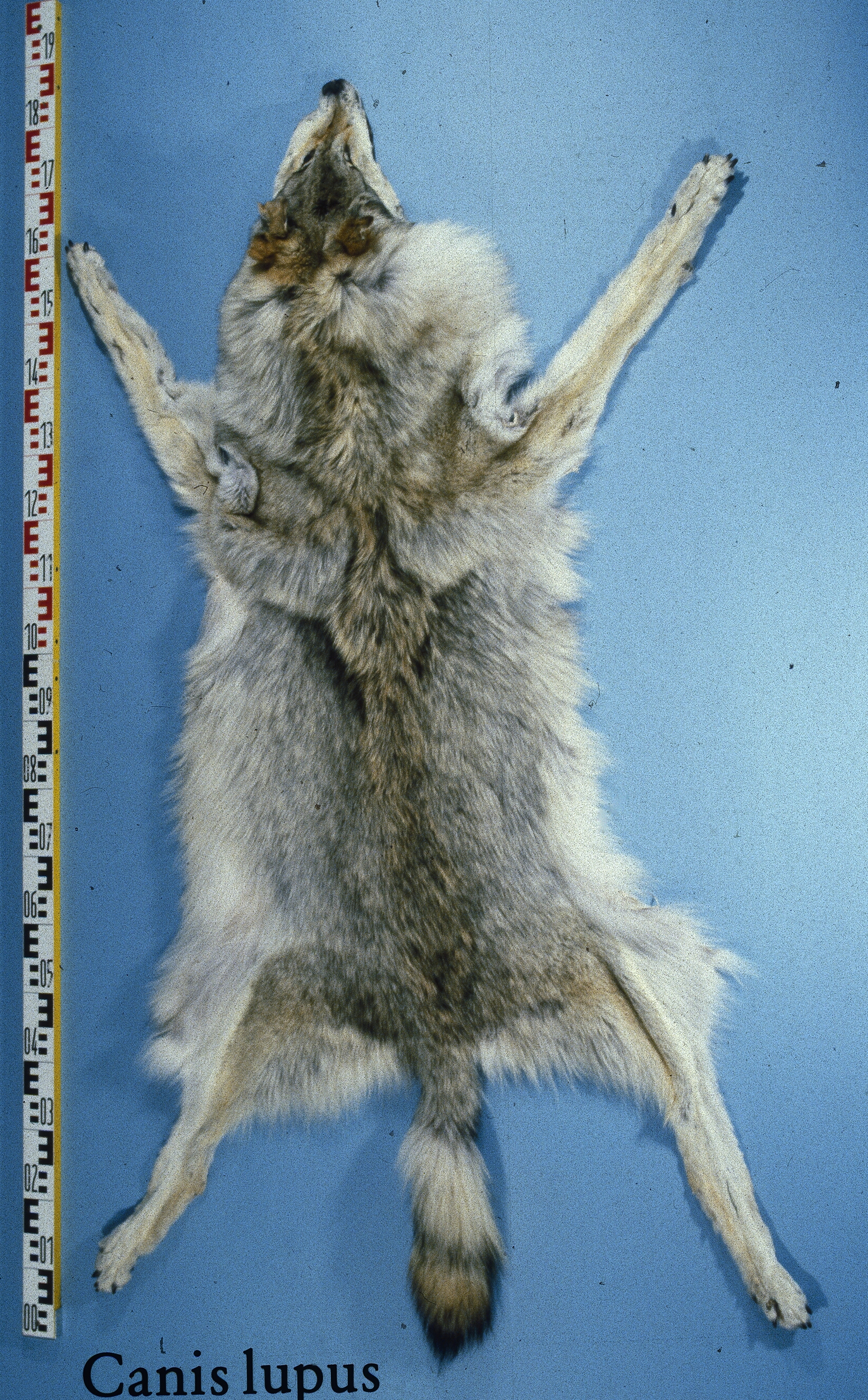
Pelliccia di lupo grigio siberiano

Il termine pelliccia indica la pelle esterna, detta anche mantello o più raramente vello, di alcune specie di mammiferi che si presenta fittamente coperta di peli più o meno lunghi a seconda della specie. Questa in molte specie animali può essere separata con relativa facilità dai sottostanti strati carnosi dei muscoli grazie alle particolari caratteristiche della fascia profonda e della tela sottocutanea di queste pelli.
Per il diverso uso che se ne fa si è soliti distinguere le pelli a seconda della parte del corpo dell'animale da cui provengono. Si parla allora di pelli ventrali e pelli dorsali che si differenziano per le funzioni cui assolvono in natura: mentre il pelo del dorso protegge meglio da pioggia e neve, quello ventrale, assai morbido, protegge meglio dal caldo e dal freddo.

## Struttura della pelliccia
La pelliccia di un animale presenta la caratteristica struttura dell'apparato tegumentario e dei relativi annessi cutanei comune a tutti i mammiferi. Pertanto in essa possiamo riconoscere, a seconda delle caratteristiche tissutali, tre distinti strati principali a loro volta suddivisi in più strati secondari. Gli strati principali sono:
- L'epidermide, formata da tessuto epiteliale pavimentoso pluristratificato e corneificato. Questo strato viene a sua volta suddiviso in vari strati secondari che si distinguono per il diverso grado di differenziazione cellulare. La presenza di giunzioni strette tra le cellule e di un fitto e robusto citoscheletro fornisce alla pelle una certa impermeabilità ed una buona resistenza alla lacerazione.
- Il derma, formato da tessuto connettivo. Il derma viene a sua volta suddiviso in tre strati secondari a seconda del tipo di tessuto connettivo da cui è composto. Il più superficiale, formato da tessuto connettivo denso, costituisce la lamina basale dell'epidermide, quello intermedio, formato da tessuto connettivo lasso, costituisce lo strato papillare del derma, ed infine il più profondo, formato da tessuto connettivo denso o elastico, costituisce lo strato reticolare del derma. la presenza dei robusti fasci di collagene e dell'elastina conferisce buona elasticità e resistenza allo stiramento.
- L'ipoderma o tela sottocutanea, formato da tessuto connettivo e tessuto muscolare striato. L'ipoderma presenta tre ulteriori strati secondari, non sempre facilmente separabili, ma distinti in lamina superficiale, lamina intermedia e lamina profonda della tela sottocutanea. Le tre lamine possono presentare differenti caratteristiche a seconda delle regioni del corpo prese in considerazione. La lamina superficiale è costituita da tessuto connettivo lasso. In questo strato l'animale accumula riserve di grassi sotto forma di tessuto adiposo che, se presente in sensibile quantità, prende il nome di pannicolo adiposo della tela sottocutanea. Lo strato intermedio, costituito da tessuto connettivo denso, prende anche il nome di fascia superficiale per distinguerla dalla fascia profonda, anch'essa formata da connettivo denso, che riveste i sottostanti muscoli scheletrici. Sulla maggior parte del corpo dell'animale la fascia superficiale si sdoppia in due foglietti che avvolgono un ampio muscolo di forma laminare, detto muscolo pellicciaio, che permette all'animale di scuotere la propria pelle come nell'atto di asciugare la pelliccia. La lamina profonda della tela sottocutanea infine, composta anch'essa di tessuto connettivo lasso, ha la funzione di separare i movimenti della fascia superficiale (e quindi di tutta la pelliccia) da quelli della fascia profonda e dei muscoli che riveste. La poca resistenza alla trazione ed alla lacerazione offerta dal tessuto connettivo lasso rende la tela sottocutanea il punto migliore per separare la pelliccia dalle sottostanti carni dell'animale.

La pelliccia presenta poi tutti gli annessi cutanei dell'apparato tegumentario tipici dei mammiferi, come le ghiandole sebacee, le ghiandole mammarie, le ghiandole sudoripare ed i peli, le cui proprietà rivestono grande importanza poiché rendono più o meno ricercata una pelliccia. I peli della pelliccia di un animale si presentano infatti molto più fitti e lunghi di quelli dell'uomo. Ne deriva che le pellicce animali hanno una dispersione di calore molto più lenta e ridotta rispetto a quella della pelle umana e sono quindi un buon mezzo per ripararsi da climi rigidi. Inoltre possono presentare, da specie a specie, diverso colore, lucentezza e morbidezza a seconda della diversa produzione da parte del bulbo pilifero di melanina e sebo. Sono proprio queste le principali caratteristiche della pelliccia che sono in grado di attirare l'attenzione dell'uomo e che quindi fungono da parametri per il giudizio della bellezza di una pelliccia.

## Lavorazione della pelliccia

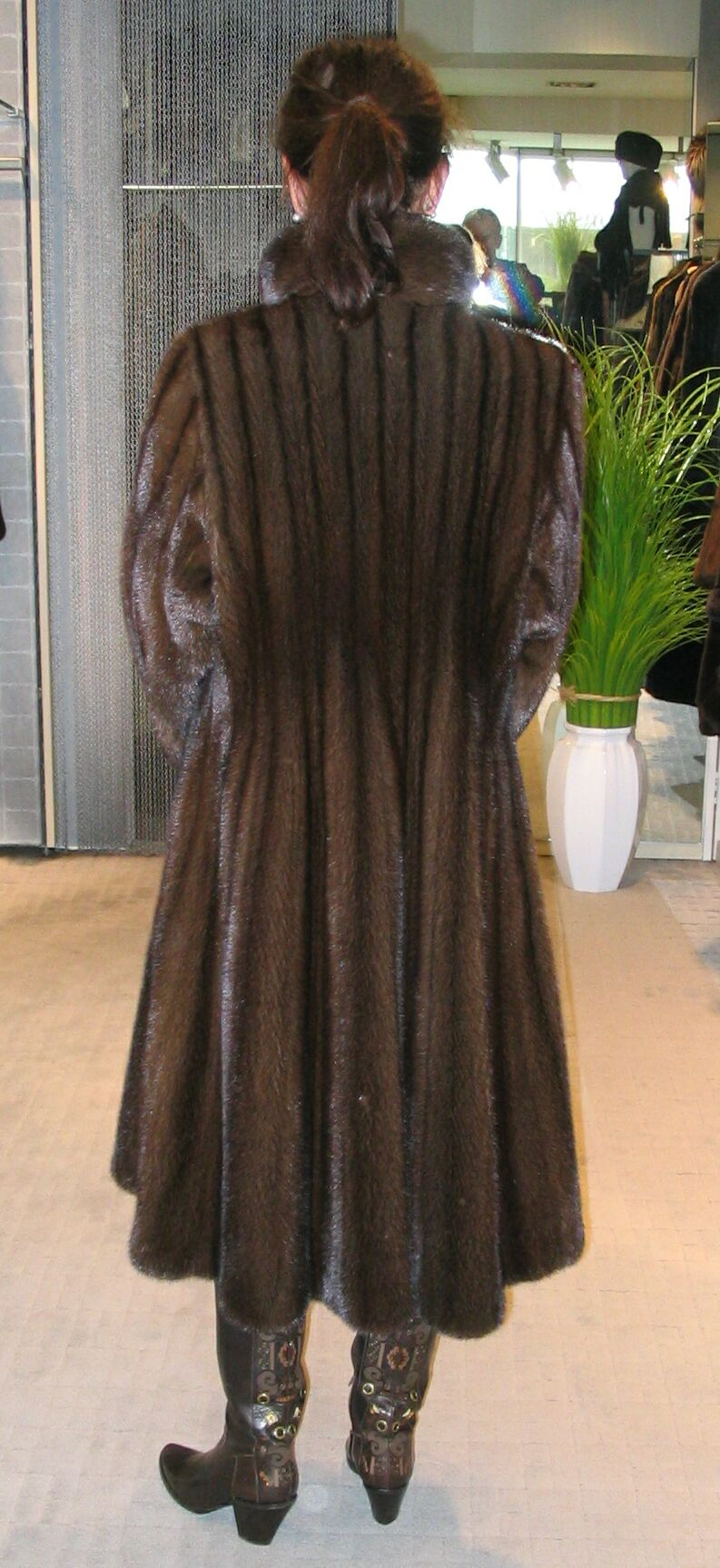
Pelliccia di visone americano

La lavorazione della pelliccia consiste in tutta una serie di procedimenti, solitamente svolti ancora con metodi artigianali, volti a rimuovere la pelliccia dell'animale e trattarla con processi chimici con lo scopo di impedirne la putrefazione. La pelle quindi, pronta per la vendita, viene successivamente lavorata e cucita dalle case d'abbigliamento per produrre la pelliccia finita.

### Soppressione dell'animale
In Italia l'abbattimento è regolamentato dal Decreto Legislativo n.333 del 1º settembre 1998 di Attuazione della direttiva 93/119/CE relativa alla protezione degli animali durante la macellazione o l'abbattimento.
I metodi più usati per l'abbattimento possono distinguersi per la causa di morte. Si considerano quindi:
- Morte per asfissia: è la più utilizzata sugli animali di piccola taglia, quali i visoni. I gas più utilizzati sono il monossido e il biossido di carbonio.
- Morte per annegamento, utilizzata per gli animali di piccola taglia, come l'ermellino, lo leopardo o lo zibellino, più semplici da trattenere sott'acqua e che possiedono una pelliccia molto pregiata ma di piccole dimensioni. Questo metodo ha il vantaggio di mantenere intatta la pelliccia, già di piccole dimensioni, e il suo valore.
- Morte per dissanguamento, utilizzata per gli animali di taglia media o grande, come la lince o la volpe rossa, per i quali l'annegamento può risultare difficoltoso. Il metodo consiste nella pratica di un taglio trasversale alla gola che recide la faringe, la carotide e la giugulare. Ciò rende relativamente semplice uccidere animali di maggiori dimensioni e rende la morte dell'animale più rapida dell'annegamento. Tuttavia questo metodo presenta un relativo rischio per la pelliccia poiché un taglio errato può accidentalmente danneggiarla mentre il sangue, scorrendo sul mantello dell'animale, può lasciare macchie indelebili sul pelo che ne riducono notevolmente il valore.
- Morte per danno cerebrale, utilizzata anch'essa per gli animali di dimensioni medie e grandi. Il metodo consiste nello sparare alla testa dell'animale mediante pistole ad aria compressa o con armi da fuoco, provocando la morte istantanea dell'animale. Le pistole ad aria compressa vengono solitamente utilizzate nell'ambito dell'allevamento ed hanno il grande vantaggio, rispetto alla morte per dissanguamento, di ridurre al minimo i danni alla pelliccia, il sanguinamento e le sofferenze dell'animale.

I metodi sopra elencati valgono per gli animali di allevamento, da cui provengono la maggior parte delle pellicce prodotte in Italia e nell'UE. Nel caso delle pellicce provenienti invece da animali selvatici, questi devono ovviamente essere cacciati. A tale scopo vengono usate trappole per gli animali di più piccole dimensioni o le armi da fuoco per quelli di maggiori dimensioni.
Menzione a parte merita lo scuoiamento. Questa pratica, considerata crudele e ampiamente condannata dalle associazioni ambientaliste, prevede la rimozione della pelliccia dall'animale mentre questi è ancora in vita. L'animale, catturato nel suo habitat, viene scuoiato sul posto e poi abbandonato ad un lento ed atroce dissanguamento. Lo scuoiamento viene praticato in Canada sui cuccioli di foca, il cui manto è particolarmente pregiato e ricercato, e su alcune specie di lontra.

### Concia
La pelliccia animale, come ogni prodotto biologico, è soggetta alla putrefazione ed altri fenomeni decompositivi operati per via enzimatica da microorganismi saprofiti. Ne consegue che, per poter essere utilizzata nell'abbigliamento, la pelliccia deve essere ulteriormente lavorata per essere resa imputrescibile.
La prima lavorazione prevede preliminarmente la rimozione della tela sottocutanea, in particolare del pannicolo adiposo e del muscolo pellicciaio. Il pannicolo adiposo deve essere rimosso perché, essendo costituito prevalentemente da lipidi, non può essere reso imputrescibile. Il muscolo pellicciaio invece deve essere rimosso perché la sua contrazione post-mortem renderebbe inutilizzabile la pelliccia. È inoltre necessario rimuoverlo per raggiungere il sovrastante pannicolo adiposo. Ciò che rimane, ossia il derma e l'epidermide, risulta costituito prevalentemente da proteine e subisce la concia. Questo è un processo di lavorazione della pelliccia che prevede una serie di bagni in misture di particolari reagenti chimici capaci di legare le proteine e di impedirne la digestione per via enzimatica.
I bagni sono poi seguiti dalla fase di essiccazione, che riduce il contenuto di acqua nella pelliccia. Questa fase della lavorazione della pelliccia è molto importante dal momento che il contenuto di acqua della pelliccia influenza da un lato la morbidezza e la lucentezza del pelo e dall'altro favorisce lo sviluppo di microorganismi al suo interno. Ne consegue la necessità di trovare un equilibrio tra la conservazione della pelliccia e quella del suo valore. Il problema può essere aggirato sostituendo l'acqua nella pelliccia completamente essiccata con particolari oli di origine sintetica che non irrancidiscono e mantengono, se non aumentano, la lucentezza e la morbidezza della pelliccia. Tuttavia questo procedimento, meno costoso e spesso fatto in maniera completamente automatizzata, abbassa solitamente il valore della pelliccia che al tatto risulta oleosa. In ambito artigianale si procede invece ad una lenta e graduale essiccazione adiuvata dall'unzione della pelliccia con piccole quantità di oli o grassi di origine vegetale che mirano a trattenere il minimo di acqua necessaria a mantenere inalterate le caratteristiche del pelo della pelliccia.

### Consumo medio di pelli
Le dimensioni della pelle di un animale non sono solitamente sufficienti alla produzione di un'unica pelliccia. Inoltre il mantello di uno stesso animale può presentare diverse caratteristiche a seconda che si parli di pelliccia ventrale o dorsale. Ne consegue che per produrre un'unica pelliccia è necessario utilizzare il mantello di più di un esemplare. Qui di seguito si riporta l'estensione media in cm² della pelliccia dell'animale ed il numero medio di esemplari necessario a produrre una sola pelliccia della superficie di 2,5 m² (25000 cm²). Va notato che, per animali la cui pelliccia ventrale ha un colore diverso rispetto a quella dorsale, è necessario utilizzare un numero maggiore, anche doppio, di esemplari rispetto ad animali della stessa taglia la cui pelliccia ventrale è dello stesso colore di quella dorsale. 
|  | Specie         | cm²   | Numero di esemplari | Note                                                                               |
|  | -------------- | ----- | ------------------- | ---------------------------------------------------------------------------------- |
|  | Ondatra        | 600   | 46                  | Normalmente, si conciano separatamente il ventre e la schiena                      |
|  | Cinchillà      | 420   | 64                  |                                                                                    |
|  | Scoiattolo     | 350   | 80                  | Si separano il ventre e la schiena                                                 |
|  | Volpe rossa    | 2 520 | 10                  |                                                                                    |
|  | Coniglio       | 700   | 38                  |                                                                                    |
|  | Lince          | 3 150 | 9                   | Normalmente, si separano le pelli del ventre, più pregiate da quelle della schiena |
|  | Visone femmina | 1 000 | 28                  |                                                                                    |
|  | Visone maschio | 1 350 | 20                  |                                                                                    |
|  | Castorino      | 900   | 30                  |                                                                                    |
|  | Opossum        | 880   | 32                  |                                                                                    |
|  | Zibellino      | 450   | 58                  |                                                                                    |

## Uso nell'abbigliamento
Lo sviluppo da parte dell'uomo di tecniche come la concia, che prevedono l'essiccazione, la conservazione del pelo e l'irrobustimento della pelliccia dell'animale scuoiato, ne ha permesso l'uso nel campo dell'artigianato e dell'abbigliamento. Per estensione si definiscono quindi pellicce anche gli indumenti confezionati a partire dalle pellicce animali. In seguito all'invenzione della tessitura, che prevede l'uso di materiali più facilmente reperibili e meno costosi, come il cotone o le fibre sintetiche, l'uso di pellicce nel campo dell'abbigliamento si è notevolmente ridotto, rimanendo relegato al solo campo dell'alta moda, che valuta la qualità e preziosità di una pelliccia dal tipo di animale, dalla morbidezza, dalla lucentezza e dalla lavorabilità delle pelli.

## Controversie
L'allevamento di animali da pelliccia è da lungo tempo apertamente osteggiato dai movimenti animalisti. Imponenti campagne di informazione contro questa pratica sono state condotte in gran parte del mondo, soprattutto fra gli anni ottanta e anni novanta. Al loro apice, tali campagne hanno avuto effetti anche notevoli nel ridurre il volume d'affari del mercato delle pellicce. In Europa e soprattutto in Italia l'atteggiamento dei consumatori nei confronti di tale prodotto si sta avviando sensibilmente verso un forte calo d'interesse, come confermato anche dai dati sulle preferenze italiane. Da dati Eurispes risalenti al Report sull'Italia 2014, più dell'85,5% della popolazione si dichiara contro l'allevamento di animali da pelliccia; tuttavia contemporaneamente si sta assistendo a uno spostamento di una parte significativa della produzione verso il Sud-Est Asiatico e in particolare la Cina, dove le regolamentazioni in materia di tutela degli animali ed in particolare animali da pelliccia sono fortemente limitate se non del tutto assenti de facto, seppur presenti de iure. Organizzazioni animaliste come Fur Free Alliance, People for the Ethical Treatment of Animals, Swiss Animal Protection, Lega Anti Vivisezione, Organizzazione internazionale protezione animali e Animal Equality  hanno intrapreso una decisa campagna contro i modi estremamente crudeli con i quali sono trattati gli animali da pelliccia negli allevamenti cinesi, diffondendo anche documentazione video presso i principali media. Non si devono dimenticare le campagne di protesta fatte dall'Animal Liberation Front che in tutto il mondo agisce per la tutela dei diritti degli animali liberando animali destinati a diventare pellicce o ad essere vivisezionati.
In Italia, la legge di bilancio 2022 ha vietato "l'allevamento, la riproduzione in cattività,la cattura e l'uccisione di visoni (Mustela vison o Neovison  vison), di volpi (Vulpes vulpes, Vulpes  Lagopus  o  Alopex  Lagopus),  di  cani procione  (Nyctereutes  procyonoides),   di   cincilla   (Chinchilla laniger) e di  animali  di  qualsiasi  specie  per  la  finalità  di ricavarne pelliccia".

## Normative
La caccia intensiva, operata da molte società d'abbigliamento, degli animali dalla pelliccia più pregiata, parallelamente a quanto fatto da molte altre società le cui attività sono basate sullo sfruttamento delle riserve faunistiche mondiali, ha spinto molti governi a tutelare tali riserve nel timore del loro esaurimento e delle catastrofiche conseguenze. Ne consegue che in diverse nazioni sono stati adottati vari protocolli in difesa delle specie più minacciate atti a ridurre o proibire la caccia di esemplari di animali per i quali esiste un rischio di estinzione. Tra questi riveste grande importanza la Convenzione sul commercio internazionale delle specie minacciate di estinzione, parte attiva dell'ONU nella difesa dell'ambiente, che definisce l'elenco delle specie a rischio e ne proibisce la caccia e lo sfruttamento ai fini commerciali.

## Alternative
Si parla di pelliccia ecologica in riferimento a pellicce da abbigliamento non prodotte a partire da pellicce animali ma con l'utilizzo di fibre tessili di diversa origine come il cotone, la viscosa o le fibre sintetiche (acrilico e modacrilico).